# Hermosa Soñadora (Marvel Comics)
Bella Durmiente o Hermosa Soñadora (Beautiful Dreamer) es un personaje ficticio mutante que aparece en cómics estadounidenses publicados por Marvel Comics. El nombre real de Hermosa Soñadora y su pasado antes de unirse a los Morlocks siguen siendo desconocidos. Ella siguió al terrorista líder de Morlock Masque por un tiempo y cometió actos criminales al manipular a otros con sus poderes mentales a petición suya. Sin embargo, la principal motivación de Hermosa Soñadora para hacerlo, como con la mayoría de sus compañeros Morlocks, se presume que es su deseo de compañía y comunidad. 
Soñadora apareció en la primera temporada de The Gifted interpretada por Elena Satine.

## Historial de publicaciones
La primera aparición de Hermosa Soñadora fue en Power Pack # 12 (julio de 1985), y fue creada por Louise Simonson y June Brigman.

## Biografía del personaje ficticio
Soñadora, junto con varios otros Morlocks, se enfrenta al Power Pack, cuando el equipo joven ingresa a las alcantarillas de la ciudad de Nueva York en busca de sus libros escolares perdidos. La empática Annalee, llorando a sus hijos fallecidos, desea que Hermosa Soñadora altere los recuerdos de Power Pack. El objetivo es que el Power Pack crea que Annalee es su madre. Dos de los X-Men, Nightcrawler y Kitty Pryde, detienen este plan.
Cuando el líder Morlock Callisto se fue por un tiempo, Masque decide volver a implementar los deseos de Annalee. Los padres de los Power Pack han alterado su memoria y, en última instancia, tres de los Pack. El último miembro, Energizer, convoca ayuda de los X-Men. Callisto regresa a tiempo para deshacer el plan y Hermosa Soñadora restaura las mentes de todos los afectados.
Hermosa Soñadora estuvo entre los pocos miembros de los Morlocks que sobrevivieron a la "Masacre de Mutantes" de los Merodeadores, durante la cual la mayoría de los miembros de su comunidad fueron asesinados. Ella se queda con X-Factor, por un tiempo, junto con sus amigos, Tar Baby, Ape y Erg.
Hubo un breve conflicto con otro grupo de Morlocks, ya que ninguno de ellos se lleva bien. El grupo de Soñadora eventualmente regresa a las alcantarillas en un intento de crear una nueva vida para ellos.
Hermosa Soñadora es uno de los 198 mutantes que conservaron sus poderes después de los eventos del M-Day.
Hermosa Soñadora fue una de las mutantes que escucharon la llamada psíquica de Cyclops para ir a San Francisco y que iría allí, pero fue capturada por los purificadores de Bastion e inyectada con el Virus Legado. Ella fue entregada por la Reina Leprosa a una manifestación antimutante de Amigos de la Humanidad celebrada en Iowa, donde el virus activó sus poderes al extremo, matando a todas las personas que asistieron al mitin haciendo que sus cerebros "olvidaran" bombear su corazón; ella finalmente murió también por el virus.

## Poderes y habilidades
Hermosa Soñadora posee la capacidad de alterar psíquicamente los recuerdos de los demás utilizando su especial "humo de sueños" como foco. Tiene habilidades telepáticas para leer la mente y manipularla. Puede hacer que las personas hagan lo que ella quiera mandandoles órdenes psíquicas. Si lo deja mientras le está manipulando los recuerdos o no recoge su "humo" después de haberlo utilizado puede causar daños psíquicos en la mente.

## En otros medios
- Ella es la inspiración para el personaje "Dreamer" interpretada por Elena Satine en Fox de The Gifted.[8] Al igual que su contraparte del cómic, es una mutante con la capacidad de exhalar humo rosado que le permite leer, tomar o implantar recuerdos en las mentes de sus objetivos. Su nombre en esta continuidad es Sonya Simonson, y ella está en una relación con John Proudstar / Thunderbird. En el episodio "eXploited", es asesinada por el científico deshonesto Roderick Campbell, que trabaja para Industrias Trask. En el episodio "X-roads", la muerte de Sonya es vengada por su mejor amiga, Lorna Dane / Polaris, quién utiliza sus poderes magnéticos para hacer que un avión (en el que estaba Campbell) se estrellara; matándolo.